# SpaceX Crew-2
SpaceX Crew-2 est le deuxième vol opérationnel habité du vaisseau spatial Crew Dragon de SpaceX et son quatrième vol orbital global. La Falcon 9 ayant transporté la capsule et son équipage vers la Station spatiale internationale a décollé le 23 avril 2021 depuis Cape Canaveral. Cet équipage était constitué de quatre membres des expéditions 65 et 66 de la Station spatiale internationale.

## Équipage
- Commandant : Robert Shane Kimbrough (3),  États-Unis, NASA
- Pilote : Megan McArthur (2),  États-Unis, NASA
- Spécialiste de mission 1 : Akihiko Hoshide (3),  Japon, JAXA
- Spécialiste de mission 2 : Thomas Pesquet (2),  France, ESA

(Le chiffre entre parenthèses indique le nombre de vols spatiaux effectués par l'astronaute, SpaceX Crew-2 inclus.)

## Équipage de réserve
- Spécialiste de mission 1 : Satoshi Furukawa (1),  Japon, JAXA;
- Spécialiste de mission 2 : Matthias Maurer (0),  Allemagne, ESA;

## Mission
Le lancement a eu lieu le 23 avril 2021 à 9 h 49 UTC depuis l'aire de lancement 39A du Centre spatial Kennedy. Le vaisseau Endeavour s'amarre au module Harmony de l'ISS le lendemain à 9 h 8 UTC.

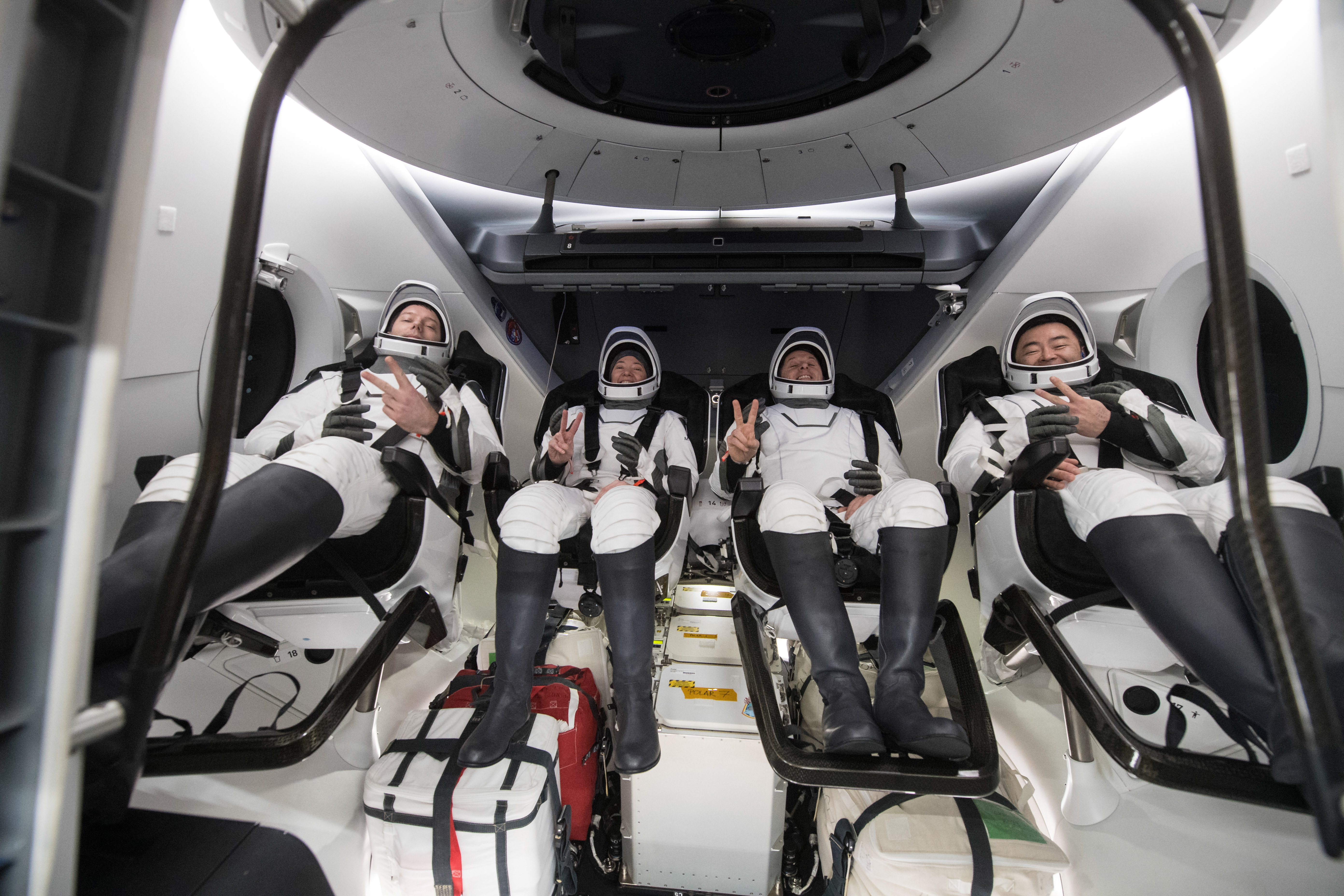
L'équipage après l'amerrissage.

Après 199 jours passé dans l'espace, Endeavour se sépare de l'ISS le 8 novembre 2021 à 19 h 5 UTC pour entamer son voyage de retour. Le vaisseau effectue ensuite une manœuvre consistant en un tour complet de l'ISS en 90 minutes au cours duquel Thomas Pesquet prend une série de clichés de celle-ci afin de renseigner sur son état. Enfin, après sept heures de descente, Endeavour amerrit dans le golfe du Mexique à 3 h 33 UTC.